# Tania Sachdev
Tania Sachdev (nascida em 20 de agosto de 1986)  é uma jogadora de xadrez indiana, que detém os títulos FIDE de Mestre Internacional (IM) e Grande Mestre Feminina (WGM). Ela é duas vezes campeã indiana de xadrez feminino em 2006 e 2007,  uma vez campeã asiática de xadrez feminino em 2007  e três vezes campeã da Commonwealth de xadrez feminino em 2016,  2018,  e 2019.  
Juntamente com a equipe indiana venceu a 45ª Olimpíada de Xadrez realizada em 2024 em Budapeste, Hungria.

## Carreira
Sachdev foi apresentada ao jogo por sua mãe, Anju, aos 6 anos.  Seus pais lhe deram treinamento profissional. Ela conquistou seu primeiro título internacional quando tinha oito anos. Ela foi treinada por KC Joshi durante seus primeiros anos. Quando criança, ela ganhou vários eventos. Seus sucessos na carreira são campeã indiana sub-12,  campeã asiática sub-14 feminina em 2000  e medalhista de bronze no Campeonato Mundial Juvenil de Xadrez de 1998 na divisão feminina sub-12.
Em 2005, Sachdev se tornou a oitava jogadora indiana a receber o título de Grande Mestre Feminina. Ela venceu o Campeonato Nacional Feminino de Xadrez da Índia em 2006 e 2007. Em 2007, ela também venceu o Campeonato Asiático Feminino de Xadrez com 6½ pontos em nove rodadas em Teerã.  Ela foi agraciada com o Prêmio Arjuna em 2009. Em 2016, Sachdev ganhou o prêmio de melhor mulher no Aberto de Reykjavik  onde fez uma norma de Grande Mestre.
Representou a Índia nas Olimpíadas de Xadrez nas edições de 2008,2010,2012,2014,2016,2022 e 2024,  ganhando o bronze individual no tabuleiro 3 em 2012, e bronze individual em 2022 no tabuleiro 4. Conquistou o bronze por equipes em 2022 e o ouro por equipes em 2024. 